# Kyrksjön (Forsa socken, Hälsingland)
Kyrksjön är en sjö i Hudiksvalls kommun i Hälsingland och ingår i Delångersåns huvudavrinningsområde. Sjön har en area på 2,74 kvadratkilometer och ligger 34 meter över havet. Sjön avvattnas av vattendraget Delångersån (Svågan).

## Delavrinningsområde
Kyrksjön ingår i det delavrinningsområde (684662-156102) som SMHI kallar för Utloppet av Storsjön. Medelhöjden är 52 meter över havet och ytan är 12,82 kvadratkilometer. Räknas de 311 avrinningsområdena uppströms in blir den ackumulerade arean 1 839,6 kvadratkilometer. Avrinningsområdets utflöde Delångersån (Svågan) mynnar i havet. Avrinningsområdet består mestadels av skog (34 procent), öppen mark (14 procent) och jordbruk (21 procent). Avrinningsområdet har 2,75 kvadratkilometer vattenytor vilket ger det en sjöprocent på 21,4 procent. Bebyggelsen i området täcker en yta av 0,94 kvadratkilometer eller 7 procent av avrinningsområdet.